# Il Canto degli Italiani
Il Canto degli Italiani, conhecido também como Fratelli d'Italia, Inno di Mameli, Canto nazionale, ou Inno d'Italia, é um canto risorgimental escrito por Goffredo Mameli e música de Michele Novaro em 1847, hino nacional da República Italiana. O texto compõe-se de seis estrofes  e um refrão, que se alternam entre si; e é musicado em tempo de 4/4 na tonalidade de si bemol maior. A sexta estrofe repete com poucas variações o texto da primeira.
O canto foi muito popular durante o Risorgimento e nos decênios seguintes, embora depois da proclamação do Reino da Itália (1861) como hino do Reino de Itália tenha sido escolhida a "Marcha Real", que era o canto oficial da Casa de Saboia.
O "Canto dos Italianos" era de fato considerado inadequado à situação política da época: Fratelli d'Italia ("Irmãos da Itália"), de clara conotação republicana e jacobina, mal se conciliava com o êxito do Risorgimento, que foi de natureza monárquica.
Depois da Segunda Guerra Mundial, a Itália tornou-se uma república e o Canto degli Italiani foi escolhido, em 12 de outubro de 1946, como hino nacional provisório, papel que conservou também em seguido permanecendo  hino de facto da República Italiana. Nos decênios seguintes surgiram várias iniciativas parlamentares para torná-lo hino nacional oficial, até a lei nº 181 de 4 de dezembro de 2017, que deu ao Canto degli Italiani o status de hino nacional de jure.

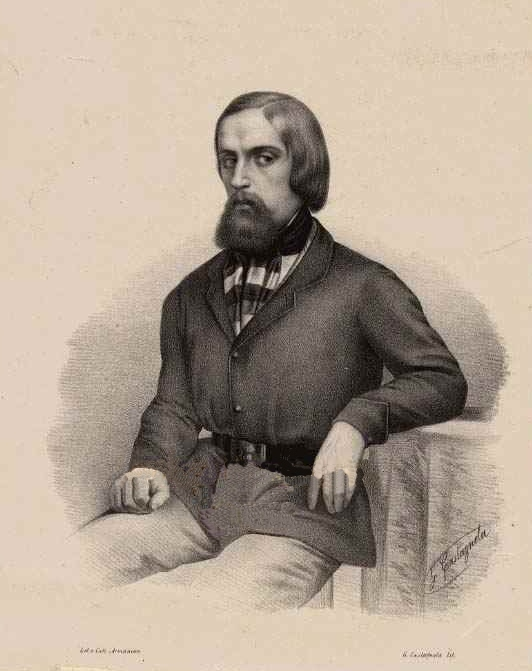
Goffredo Mameli
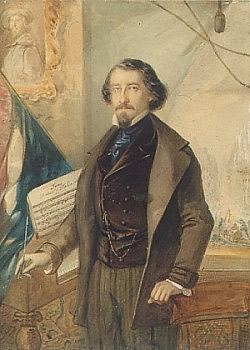
Michele Novaro